# 9017 Babadzhanyan
9017 Babadzhanyan eller 1986 TW9 är en asteroid i huvudbältet som upptäcktes den 2 oktober 1986 av den sovjetisk-ryska astronomen Ljudmila Zjuravljova vid Krims astrofysiska observatorium på Krim. Den är uppkallad efter tonsättaren Arno Babadzjanjan.
Asteroiden har en diameter på ungefär fem kilometer.